# Sân vận động Malabo
Sân vận động Malabo (tiếng Tây Ban Nha: Estadio de Malabo) là một sân vận động đa năng ở Malabo, Guinea Xích Đạo. Sân hiện đang được sử dụng chủ yếu cho các trận đấu bóng đá.

## Tổng quan
Sân vận động có sức chứa 15.250 người và được khai trương vào năm 2007. Đây hiện là sân nhà của đội tuyển bóng đá quốc gia Guinea Xích Đạo. Đây là một trong những sân vận động cho Cúp bóng đá châu Phi 2012, sân đã tổ chức trận chung kết Cúp bóng đá nữ châu Phi năm 2008. Các đội bóng ở giải Ngoại hạng là Atlético Malabo, Atlético Semu, Deportivo Unidad, Sony Elá Nguema, The Panthers và Vegetarianos đều chơi các trận đấu trong giải đấu của họ tại sân vận động này.
Tại sân vận động quốc gia cũ, vào đêm Giáng sinh năm 1969, các chính trị gia đối lập với Tổng thống Francisco Macías Nguema đã bị hành quyết bởi một đội bắn mặc trang phục như ông già Noel trong sân vận động, trong khi "Those Were the Days" của Mary Hopkin được phát trên loa của sân vận động.